# Лондон 1932 (шаховий турнір)
Лондон 1932 — шаховий турнір, який проходив від 1 до 15 лютого 1932 року.

## Підсумки
- 1. Олександр Алехін — 9 очок з 11;
- 2. Сало Флор — 8;
- 3 — 4. Айзек Кешден, Мір Султан-Хан — по 7½;
- 5 — 6. Ґеза Мароці, Ксавери Тартаковер — по 6;
- 7. Джордж Колтановський — 5;
- 8. Вера Менчик — 4½;
- 9 — 10. Ф. Мільнер-Баррі, Джордж Алан Томас — по 3½:
- 11. Бюргер — 3;
- 12. Вільям Вінтер — 2½.